# José Joaquim de Lima e Silva Sobrinho
José Joaquim de Lima e Silva Sobrinho, primeiro e único visconde e conde de Tocantins ComNSC (Rio de Janeiro, 7 de outubro de 1809 — Rio de Janeiro, 21 de agosto de 1894) foi um militar e político brasileiro, tendo atuado como coronel na rebelião mineira de 1842. 
Depois de ter largado a vida militar, foi lavrador e depois comerciante de grande prestígio no Rio de Janeiro, sendo Presidente da Associação Comercial desta cidade e do Banco do Brasil. Foi também político, filiado ao Partido Conservador (Brasil Império), tendo exercido o cargo de deputado pela província de Minas Gerais, na 8ª legislatura, e pela do Rio de Janeiro, nas 10ª e 11ª legislaturas, de 1857 a 1864, e nas 13ª e 14ª, de 1867 a 1872. Já no final da vida, exerceu alguns cargos públicos, principalmente na direção de algumas instituições, como a Sociedade Asilo dos Inválidos da Pátria, do qual foi o seu primeiro diretor em fevereiro de 1867.

## Biografia
Filho do marechal-de-campo Francisco de Lima e Silva, barão de Barra Grande, e de Mariana Cândida de Oliveira Belo; era irmão de Luís Alves de Lima e Silva, duque de Caxias, e de Carlota Guilhermina de Lima e Silva, que se casaria com o primo Manuel da Fonseca de Lima e Silva, barão de Suruí. Casou-se em primeiras núpcias com Emiliana de Morais, filha de José Gonçalves de Morais, barão de Piraí, com quem teve um filho, Luís César de Lima e Silva; em segundas, casou-se com Maria Balbina da Fonseca Costa, filha de Manuel Antônio da Fonseca Costa, marquês da Gávea, com quem teve três filhas, entre eles Maria Balbina de Lima e Silva, Mariana Cândida da Lima e Silva, que se casaria com Luís Otávio de Oliveira Roxo, visconde de Vargem Alegre.
Grande do Império, Veador da Imperatriz e recebeu os graus de dignitário da Imperial Ordem da Rosa, comendador das imperiais ordens de Cristo, no Brasil. De Portugal, a de Avis e da Ordem de Nossa Senhora da Conceição de Vila Viçosa e da Ordem Ernestina de 2ª classe, da Casa Ducal da Saxônia.